# ISOFIX
ISOFIX es un estándar ISO (ISO 13216) de sistema de sujeción para sillas de seguridad para niños.

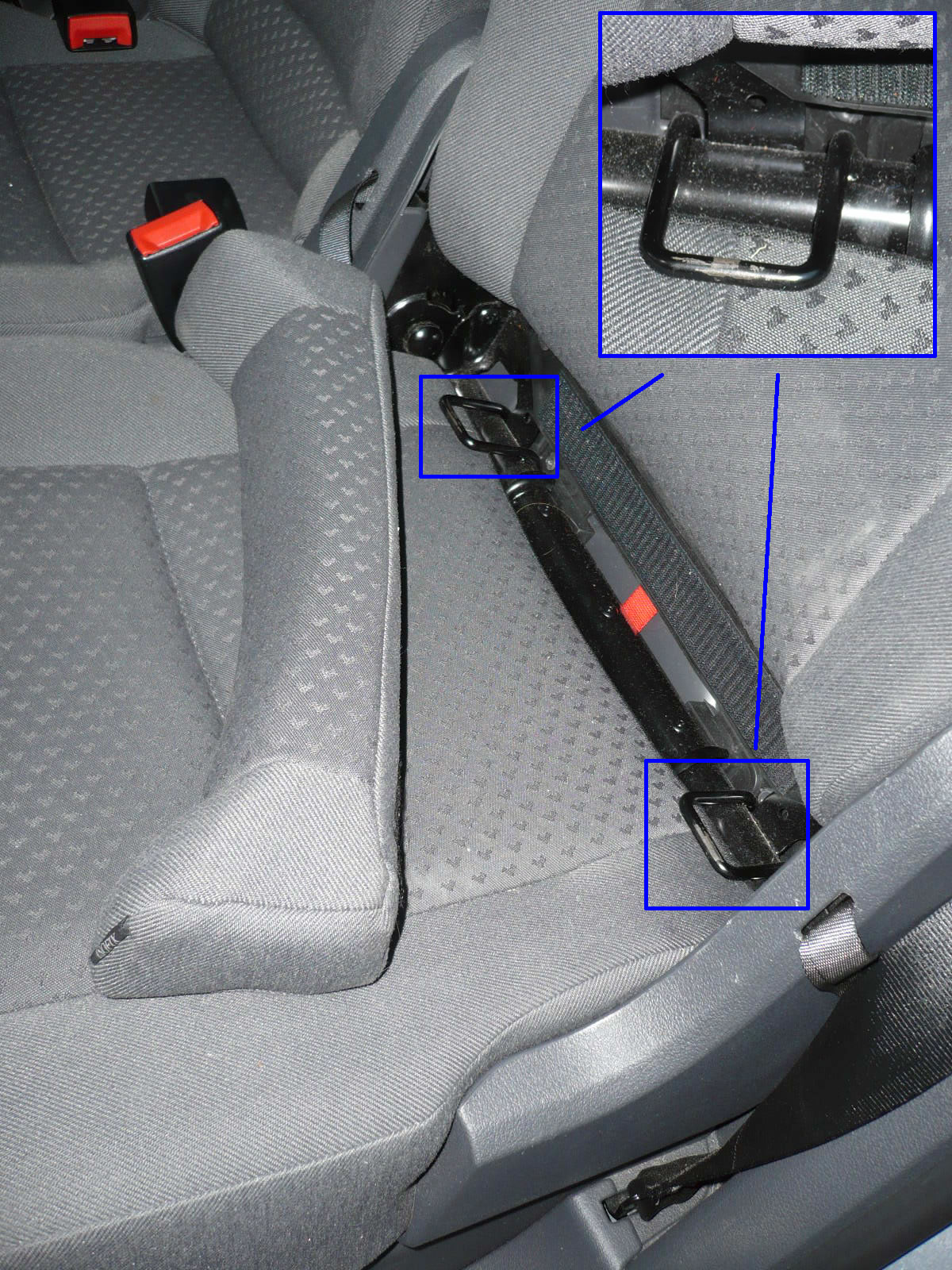
Puntos de anclaje del sistema ISOFIX.

El sistema define unos puntos de anclaje estándares para ser manufacturados en los coches, 
permitiendo que las sillas de seguridad para niños se monten de una forma rápida y segura. Los puntos de sujeción rígidos van atornillados o soldados a la carrocería del coche, con sus correspondientes enganches para el asiento del niño, de esta forma se reduce la posibilidad de cometer errores en la instalación del asiento en el vehículo.
El sistema de anclaje ISOFIX puede reducir hasta un 22% las lesiones graves de los niños pequeños en los accidentes automovilísticos. Con el sistema ISOFIX se gana muchas más ventajas con respecto al sistema tradicional, donde la silla del niño se fija al asiento con el cinturón de seguridad. Entre sus ventajas, este sistema reduce el recorrido de la cabeza hacia delante en un impacto frontal, evitando el efecto latigazo, que es el causante de las lesiones cervicales. También mejora la estabilidad del asiento en caso de impacto lateral.
Actualmente está homologado solamente para sillas de niños hasta 18 kg. Los modelos de sillas de auto para grupos 2/3 que se etiqueten como Isofix utilizan los propios cinturones de seguridad del automóvil como Sistema de Retención, pudiendo además y como plus a su seguridad y versatilidad, conectar el dispositivo de anclaje ISOFIX. 
Sólo disponen de este dispositivo algunas marcas de coches y no en todos sus modelos, aunque son cada vez más los que los incorporan.
Actualmente, se ha desarrollado una nueva utilidad para este estándar, llamada Fixeta, que permite transportar equipaje en los asientos traseros del vehículo con total seguridad para los ocupantes.
En los Estados Unidos, el sistema es conocido como LATCH y es obligatorio que en los coches de nueva construcción ya vengan incorporados desde septiembre del 2002 y en España para todos los vehículos nuevos homologados a partir de junio de 2005.